# Yayoi Kusama
Yayoi Kusama (jap. 草間 彌生 Kusama Yayoi; ur. 22 marca 1929 w Matsumoto, prefektura Nagano) – japońska rzeźbiarka, malarka, pisarka, aktywistka polityczna i performerka awangardowa.

## Życiorys
Zaczęła tworzyć w wieku dziesięciu lat. Nazywa swoją twórczość „sztuką obsesyjną”. Od 1977 roku mieszka w tokijskim szpitalu psychiatrycznym i otwarcie mówi o swoich problemach psychicznych. Jej życie było serią gorzkich zmagań. Musiała walczyć z wyniszczającym zaburzeniem, które nękało ją od dzieciństwa, a także z uprzedzeniami i niezrozumieniem otaczających ją osób.

## Twórczość
Jej znakiem rozpoznawczym są krzykliwe wzory, najczęściej kropki („obsesja kropek”), którymi pokrywa swoje dzieła (instalacje, kolaże, obrazy, rzeźby). 
W roku 1957 wyjechała do Nowego Jorku. W 1965 roku stworzyła pracę Infinity Mirror Room – Filled with the Brilliance of Life – lustrzany pokój wypełniony refleksami i różnokolorowymi światłami. W 1968 roku wykonała performance udzielając ślubu parze jednopłciowej, ubranej w stroje, które zaprojektowała. W ramach prowokacji artystycznej napisała list do prezydenta USA Richarda Nixona, proponując mu seks w zamian za zakończenie amerykańskiej wojny w Wietnamie. 
W 1993 roku była pierwszą Japonką reprezentującą swoje państwo na Biennale w Wenecji. Została laureatką Nagrody Asahi za 2000 rok. W 2006 roku została nagrodzona Praemium Imperiale, nazywanym Noblem w dziedzinie sztuki, przez Japoński Związek Artystów. W 2008 roku jej najdroższa praca została sprzedana za 5,1 mln dolarów, co stanowi rekordową cenę za pracę żyjącej artystki.
W 2016 roku, w wieku 87 lat, Kusama została odznaczona najwyższym odznaczeniem narodowym, jakie może otrzymać japoński artysta, Orderem Kultury (Bunka-kunshō).

## Galeria

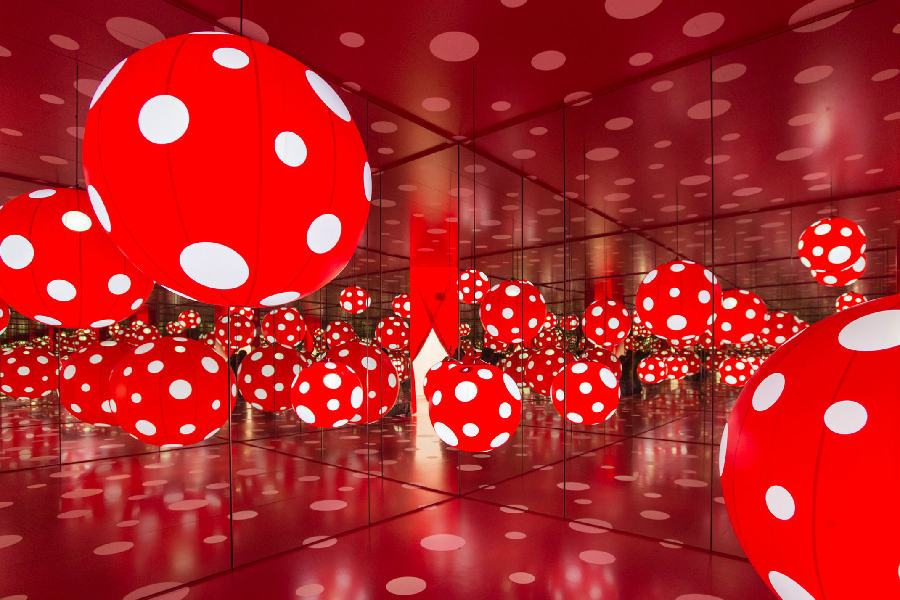
Yayoi Kusama, Obsesja kropek (2013-2016)
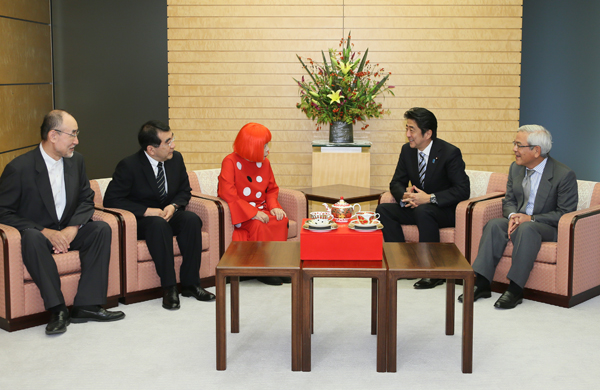
Rozmowa z premierem Shinzō Abe (2013)
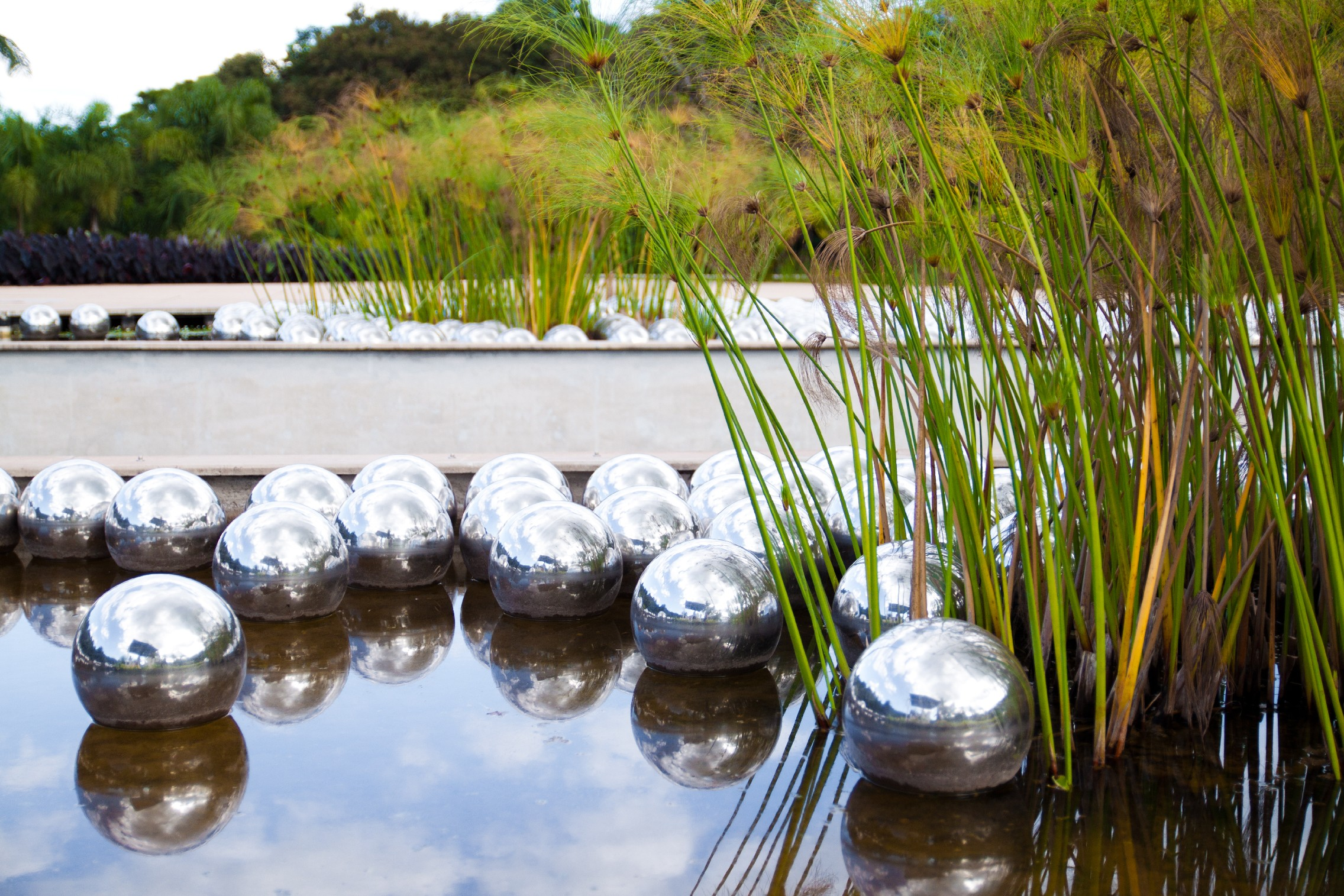
Yayoi Kusama, Ogród narcyzów (2011)